# Звёздный свет (серия комиксов)
«Звёздный свет» (англ. Starlight) — ограниченная серия комиксов, состоящая из 6 выпусков, которую в 2014 году издавала компания Image Comics.

## Синопсис
Дюк Маккуин — космический герой, который спас вселенную. После он прожил счастливую жизнь с семьёй. Через 40 лет его вызывают на последнее задание.

### Выпуски
| № | Дата выхода     | Оценка на Comic Book Roundup    |
| - | --------------- | ------------------------------- |
| 1 | 5 марта 2014    | 8,6 из 10 на основе 27 рецензий |
| 2 | 2 апреля 2014   | 7,7 из 10 на основе 15 рецензий |
| 3 | 14 мая 2014     | 8,4 из 10 на основе 12 рецензий |
| 4 | 11 июня 2014    | 8,1 из 10 на основе 14 рецензий |
| 5 | 13 августа 2014 | 8 из 10 на основе 12 рецензий   |
| 6 | 22 октября 2014 | 8,9 из 10 на основе 11 рецензий |

### Сборники
| Название  | Тип            | Дата выхода     | Собранный материал | Кол-во страниц | ISBN                       |
| --------- | -------------- | --------------- | ------------------ | -------------- | -------------------------- |
| Starlight | Мягкая обложка | 11 февраля 2015 | Starlight #1-6     | 152            | 978-1632150172, 1632150174 |

## Реакция

### Отзывы критиков
На сайте Comic Book Roundup серия имеет оценку 8,3 из 10 на основе 91 рецензии. Грег Макэлхаттон из Comic Book Resources, обозревая дебют, писал, что «Миллар и Парлов отлично начали со „Звёздным светом“». Лэн Питтс из Newsarama дал первому выпуску 9 баллов из 10 и отметил, что «он предназначен для поклонников, жаждущих приключенческой истории». Его коллега Джастин Патридж поставил дебюту оценку 7 из 10 и посчитал, что «этот комикс — поистине замечательная работа творческой сдержанности со стороны Марка Миллара». Ханна Минс Шеннон из Bleeding Cool, рецензируя первый выпуск, отмечала, что «сценарий хорошо продуман». Мэт Эльфринг из Comic Vine вручил дебюту 4 звезды из 5 и похвалил концепцию. Чейз Магнетт из ComicBook.com дал финалу оценку «A» и назвал «красивой историей».

### Продажи
Ниже представлен график продаж комикса за первый месяц выпуска на территории Северной Америки.

## Фильм
В 2013—2014 годах The Hollywood Reporter сообщал, что компания 20th Century Fox продюсирует фильм по комиксу, а Гэри Уитта пишет сценарий. В 2015 году Миллар сказал в интервью для JoBlo, что этот фильм станет его следующим проектом.12 апреля 2021 года Deadline сообщает, что Джо Корниш напишет сценарий и снимет фильм для студии 20th Century Studios.